# Třída Astraea
Třída Astraea byla třída chráněných křižníků druhé třídy britského královského námořnictva. Celkem bylo postaveno osm jednotek této třídy. Ve službě byly od roku 1894. Účastnily se první světové války. V jejím průběhu byly převáděny do pomocných rolí. Po vyřazení byly sešrotovány.

## Stavba
Jednalo se o vylepšenou verzi předcházející třídy Apollo se zlepšenými nautickými vlastnostmi a mírně zesílenou výzbrojí, a to při nárůstu výtlaku o 1000 tun. Základní uspořádání trupu, pancéřování, výzbroje a pohonného systému odpovídalo třídě Apollo. Ve službě byla třída kritizována, že významný nárůst výtlaku a nákladů nepřinesl odpovídající posílení výzbroje, nebo zlepšení výkonů plavidel. Celkem bylo v letech 1890–1896 postaveno osm jednotek této třídy.
Jednotky třídy Astraea:
| Jméno       | Loděnice            | Založení kýlu | Spuštěna           | Vstup do služby   | Poznámka |
| ----------- | ------------------- | ------------- | ------------------ | ----------------- | --- |
| Astraea     | Devonport Dockyard  | 1890          | 17. března 1893    | 5. listopadu 1895 | Prodán do šrotu 1920. |
| Bonaventure | Devonport Dockyard  | 1890          | 2. prosince 1892   | 5. července 1894  | Od roku 1910 depotní loď ponorek. Prodán do šrotu 1920. |
| Cambrian    | Pembroke Dockyard   | 1891          | 30. ledna 1893     | září 1894         | Od roku 1916 stacionární cvičná loď. Prodán do šrotu 1923.                                                                                                  |
| Charybdis   | Sheerness Dockyard  | 1891          | 15. června 1893    | 14. ledna 1896    | Od roku 1917 sstacionární služba. Prodán do šrotu 1922. |
| Flora       | Pembroke Dockyard   | 1892          | 21. listopadu 1893 | březen 1895       | Od roku 1915 stacionární cvičná loď Indus II. Prodán do šrotu 1922.                                                                                         |
| Forte       | Chatham Dockyard    | 1891          | 9. prosince 1893   | leden 1895        | Prodán do šrotu 1914. |
| Fox         | Portsmouth Dockyard | 1892          | 15. června 1893    | 14. dubna 1896    | Prodán do šrotu 1920. |
| Hermione    | Devonport Dockyard  | 1891          | 7. listopadu 1893  | 4. ledna 1896     | Od roku 1916 velitelské plavidlo. Roku 1922 prodán organizaci Maritime Society jako cvičná loď Warspite. Vyřazen v roce 1939 a do šrotu prodán v roce 1940. |

## Konstrukce

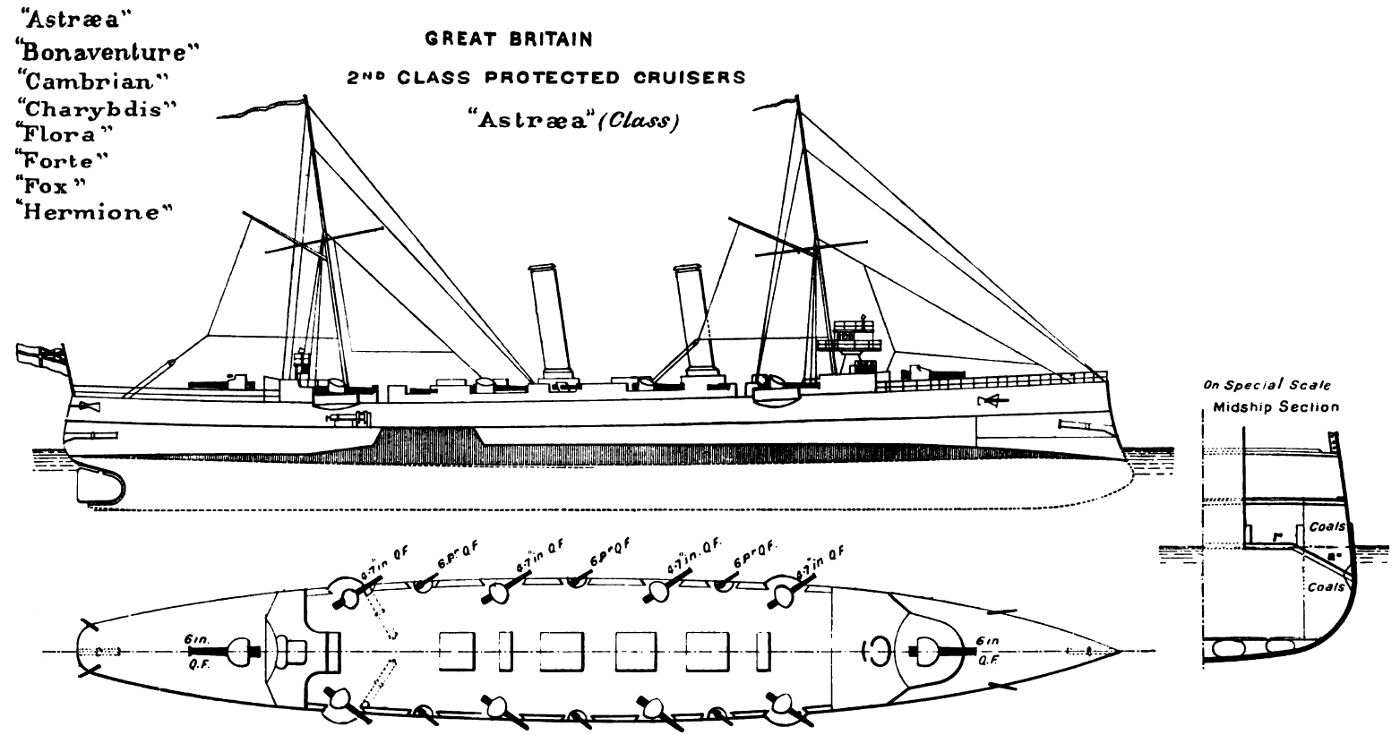
Základní uspořádání třídy

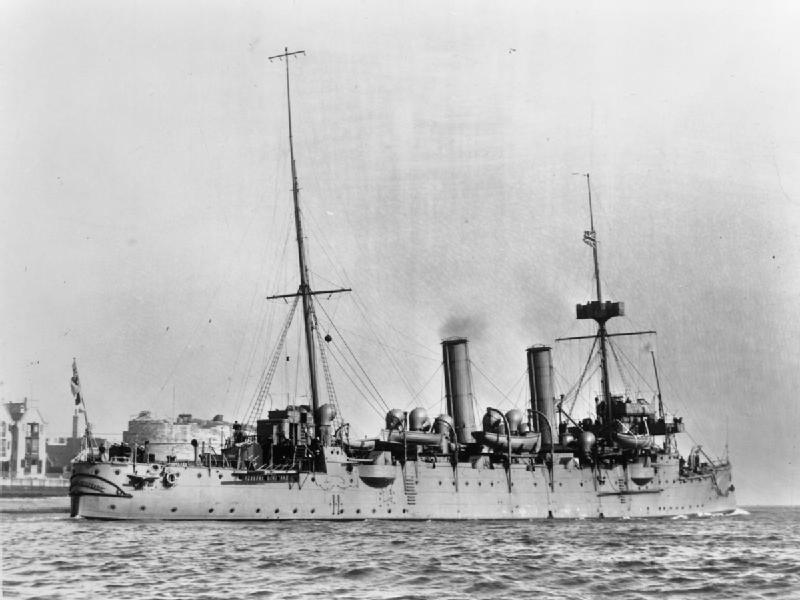
HMS Forte

Křižníky nesly dva 152mm kanóny, které doplňovalo osm 120mm kanónů, deset 57mm kanónů, jeden 47mm kanón a čtyři 450mm torpédomety. Pohonný systém tvořilo 8 kotlů a dva tříválcové parní stroje s trojnásobnou expanzí o výkonu 7500 ihp, pohánějící dva lodní šrouby. Nejvyšší rychlost dosahovala 18 uzlů. Dosah byl 7000 námořních mil při rychlosti 10 uzlů.

### Modernizace
V letech 1903–1904 bylo (kromě Eclipse) upraveno složení výzbroje, která byla vzhledem k velikosti plavidel považována za slabou. Původní 152mm a 120mm kanóny nahradilo jedenáct 152mm kanónů.